# Număr centrat icosaedric
Un număr centrat icosaedric este un număr figurativ centrat care dă numărul de puncte dintr-un model tridimensional format dintr-un punct înconjurat de straturi icosaedrice concentrice de puncte.
Primele numere centrate icosaedrice sunt:
1, 13, 55, 147, 309, 561, 923, 1415, 2057, 2869, 3871, 5083, 6525, 8217, 10179, 12431, 14993, 17885, 21127, 24739, 28741, 33153, 37995, 43287, 49049, 55301, 62063, 69355, 77197, 85609, 94611, 104223, 114465, 125357, 136919, 149171, 162133, 175825, 190267, 205479.

## Formula
Numărul centrat icosaedric pentru un anumit n este dat de:
{\displaystyle {\frac {(2n+1)\,(5n^{2}+5n+3)}{3}}}